# Jarménil
Jarménil is een gemeente in het Franse departement Vosges in de regio Grand Est. De plaats maakt deel uit van het arrondissement Épinal.

## Geografie
De oppervlakte van Jarménil bedraagt 5,1 km², de bevolkingsdichtheid is 82,9 inwoners per km².
De onderstaande kaart toont de ligging van Jarménil met de belangrijkste infrastructuur en aangrenzende gemeenten.

## Demografie
Onderstaande figuur toont het verloop van het inwonertal (bron: INSEE-tellingen).